# Natuurwet (ethiek)
Natuurwet (van het Latijnse lex naturae) of natuurrecht (ius naturale) heeft een aantal uiteenlopende invullingen. In de theologie, de rechtsfilosofie en de ethiek staat dit begrip voor de regels en beginselen die voor alle mensen gelden, omdat ze voortvloeien uit het verstand, zoals dat bepalend is voor de menselijke natuur.
Natuurwet of natuurrecht staat voor een geheel van principes en regels die universele geldigheid zouden hebben en mede daarom boven de regels van het positief recht zouden gaan. In de gangbare opvatting slaan deze termen uitdrukkelijk niet op de natuur in de zin van de planten- en dierenwereld, maar op de menselijke natuur, die gekenmerkt wordt door het verstand (de rede).
Dit natuurrecht speelde tot aan de invoering van de nationale codificaties eind 18e en begin 19e eeuw een grote rol in het Romeinse en Europese rechtsbewustzijn. Tegenwoordig is de natuurwet nog een belangrijk onderdeel van de katholieke theologie en ethiek, naast een kleine stroming van moderne natuurrechtsaanhangers.
In Engeland heeft het Romeinse recht nooit gegolden. Daarom kent men in het Engelse recht (de Common law) en in de landen die het Engelse rechtssysteem volgen geen natuurrecht, zoals dat vanuit de romeinsrechtelijke traditie in het continentale Europese recht een plaats kreeg.

## Historische ontwikkeling

### Grieken

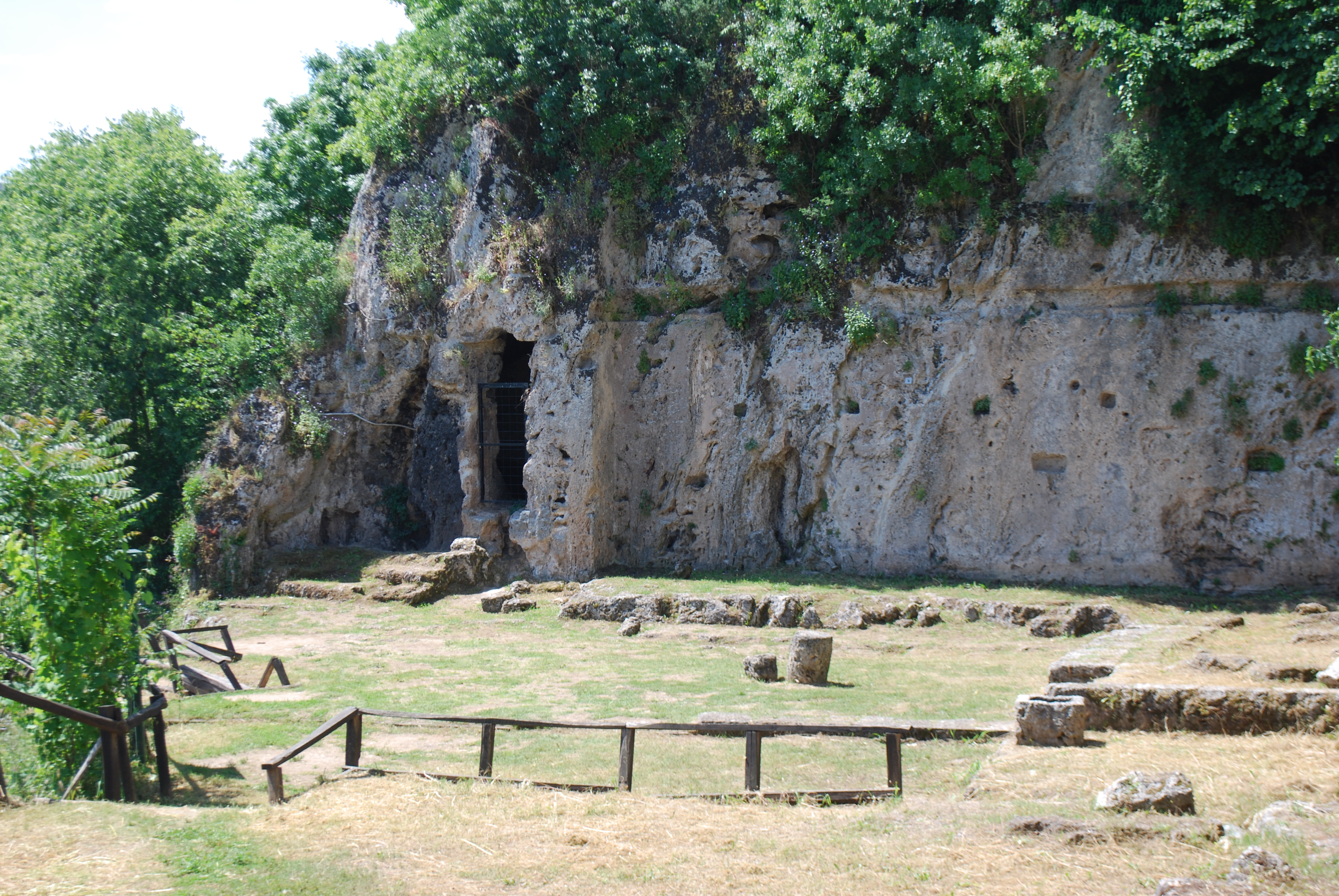
School van Aristoteles in Mieza bij Naousa, Griekenland.

Bij de Grieken had het natuurrecht vooral een ethische en politieke betekenis. Aristoteles schreef in zijn Ethica Nicomachea, V, 7, 1134b: "Van het in een staat geldende recht berust een gedeelte op het natuurrecht en een gedeelte op wetten. Het natuurrecht is dat recht dat overal dezelfde rechtskracht heeft en onafhankelijk is van opinies; het wettenrecht is datgene waarvan het er in beginsel niet toe doet of het nu zo dan wel anders is, maar waar het verschil maakt wanneer het een keer is vastgesteld". Het natuurrecht werd door Aristoteles verder niet systematisch uitgewerkt. In elk geval zou zijn opvatting over rechtvaardigheid een belangrijk onderdeel van het natuurrecht worden.

### Romeinen
Bij de Romeinen werd onderscheid gemaakt tussen het recht dat ieder volk voor zichzelf maakt (ius civile) en het recht dat alle volkeren ter wereld gemeen hebben (ius naturale) en dat gebaseerd is op de natuurlijke aard der dingen, de naturalis ratio. Dit natuurrecht werd ook wel het recht der volkeren (ius gentium) genoemd, maar moet niet verward worden met het moderne volkenrecht.
Cicero zegt het in zijn De republica, III, XXII, 33 zo: "Er is een waarachtige wet, een rechte rede overeenkomstig de natuur, aanwezig in allen, onveranderlijk, eeuwig; zij roept de mens tot het goede door haar geboden en houdt hem af van het kwade door haar verboden" en "Eén God is er, heer en meester over allen. Hij is de maker van die wet, hij heeft haar afgekondigd en bekrachtigd".
Anders dan bij de Grieken, had het natuurrecht bij de Romeinen vooral betekenis voor het privaatrecht. Zo werden koop en verkoop, huur en verhuur als typisch natuurrechtelijke verbintenissen gezien. Een ander belangrijk onderdeel van het Romeinse natuurrecht was de rechtvaardigheid (iustitia). Die werd, in de klassieke formulering van Ulpianus, omschreven als de vaste en constante wil ieder het zijne toe te delen (constans et perpetua voluntas ius suum cuique tribuendi). Daar werd onder meer uit afgeleid dat de rechter de wet goed en billijk (bonum et aequum ) diende toe te passen. De hieruit voortkomende redelijkheid en billijkheid is nog altijd een basisprincipe van het privaatrecht.
Al deze principes en regels behoorden tot het natuurrecht omdat ze door de menselijke rede (naturalis ratio) van de beste Romeinse juristen geformuleerd waren. Toen keizer Justinianus I dit in de praktijk gegroeide recht systematisch codificeerde in het Corpus Iuris Civilis, werd daarmee een groot deel van het natuurrecht (ius naturale) tot positief recht (ius civile). Het Romeinse recht gold daarna eeuwenlang als het gepositiveerde natuurrecht (ratio scripta).
Het Ius Gentium was het Romeinse recht dat de Romeinen gemeen hadden met de haar omringende volkeren. Het waren privaatrechtelijke regels die werden toegepast tussen burgers die afkomstig waren uit verschillende rechtssystemen. Dit ter onderscheiding van het Ius Civile dat alleen gold voor Romeinse burgers, ongeacht waar zij zich bevonden. (J.E. Spruit, Enchiridium, Deventer: Kluwer 1994, p. 55 en 76)

### Katholicisme
Al in de late oudheid namen christelijke denkers de Griekse en Romeinse concepten van het natuurrecht, als boven het positieve recht staande regels, over. Omdat in de christelijke opvatting de menselijke rede door God geschapen is, is in die visie ook het daaruit voortkomende natuurrecht van goddelijke oorsprong.
De kerkvader Augustinus (354-430) schreef dat er in de mens een ingeboren natuurlijk recht is, dat alle mensen kennen. Andere christelijke denkers uit die tijd wijzen er op dat deze kennis van de natuurlijke orde verduisterd werd door de zonde, maar weer duidelijk gemaakt werd in de bijbel en door de kerk. In de middeleeuwen wordt dan het natuurrecht gezien als de orde die het verstand voorschrijft, nadat het verstand in de menselijke natuur heeft ontdekt wat nodig is om rechtschapen te leven.
In de middeleeuwen was het natuurrecht nauw verbonden met het canoniek recht van de Rooms-Katholieke Kerk. Zo werd in het Corpus Iuris Canonici, de belangrijkste verzameling van kerkrechtelijke bepalingen, bepaald dat de rede (dat wil zeggen het natuurrecht) voorrang had boven zowel het gewoonterecht als het positieve recht. De natuurrechtelijke billijkheid kreeg hierdoor een zo belangrijke plaats in het kerkelijke recht, dat gesproken werd van de canonieke (kerkrechtelijke) billijkheid (aequitas canonica).
Thomas van Aquino (ca. 1225-1274) neemt het idee over dat de natuurwet de door het verstand erkende orde is. Die orde bestaat uit de eerste beginselen van het praktische verstand, dat deze beginselen inziet op grond van aangeboren,  natuurlijke neigingen. Thomas benadrukt dat de natuurwet niet zonder meer of volledig is ingeboren, maar dat slechts het beginsel ervan met de menselijke natuur gegeven is. Omdat de natuurwet dus uit het menselijke verstand voortvloeit, zijn de beginselen ervan voor alle mensen hetzelfde, doch kunnen de concrete uitwerkingen verschillen. De gewone, positieve wetten mogen volgens Thomas niet in strijd zijn met het natuurrecht, maar inhoudelijk onrechtvaardige wetten moeten wel nageleefd worden om ergernis of wanorde te voorkomen. Pas wanneer zo'n wet in strijd komt met het zogenaamde goddelijk goede (bonum divinum), mag zij niet meer worden nageleefd en kan uiteindelijk ook de omverwerping van een tiran geoorloofd zijn.
De Spaanse katholieke geleerde Francisco Suárez (1548-1617) erkende dat het natuurrecht samenvalt met het verstand, maar stelde dat er pas sprake kon zijn van een echte natuurwet, wanneer er ook sprake was van een werkelijke gezagsdrager die deze wet uitvaardigde. Als die gezagsdrager werd God gezien.
Het natuurrecht of de natuurwet is sindsdien een belangrijk onderdeel van de katholieke theologie en ethiek gebleven. Zo is deze klassieke, op Thomas van Aquino teruggaande, opvatting terug te vinden in de nieuwste Catechismus van de Katholieke Kerk, onder nummer 1954 e.v.

### Protestantisme
In de reformatorische traditie is men uiterst kritisch over de natuurwet. In navolging van Luther vonden de protestanten dat de mens te zondig, of in elk geval niet in staat was om met zijn verstand eigenmachtig goede regels te kunnen formuleren. Men diende zich slechts aan de normen uit de Bijbel te onderwerpen.
Zo wees ook de Zwitserse theoloog Karl Barth (1886-1968) de natuurwet radicaal af, omdat ethische normen volgens hem niet zijn af te leiden uit de natuur, maar alleen uit de openbaring van Jezus Christus.
De eveneens Zwitserse protestantse theoloog Emil Brunner (1889-1966) benadrukte daarentegen de betekenis van het menselijke verstand, als middel tot (natuurlijke) godskennis en tot het formuleren van fundamentele normen. Daarmee sloeg hij een brug tussen de protestantse en de katholieke opvattingen.
In Nederland verwierp Herman Dooyeweerd (1894-1977) het natuurrecht vanuit de calvinistische rechtsopvatting en stelde er zijn leer van de rechtsbeginselen voor in de plaats. In die leer zijn de beginselen van het recht niet, zoals in het klassieke natuurrecht, afgeleid uit een universeel basisprincipe, maar variëren ze per soevereine wetskring.

### School van Salamanca

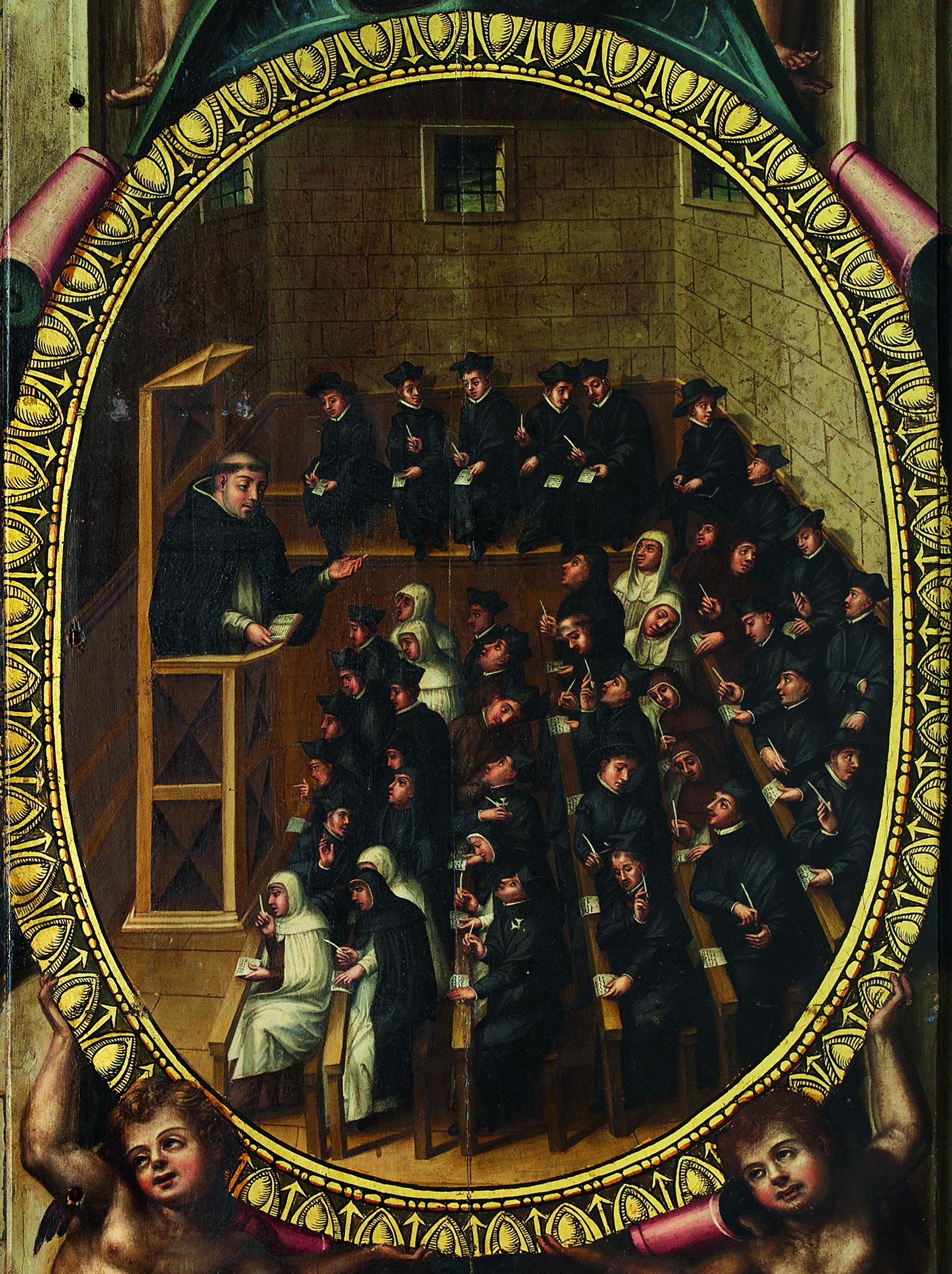
17e-eeuws klaslokaal aan de Universiteit van Salamanca

De School van Salamanca werd gevormd door een groep Spaanse denkers in de 16e eeuw die allen doceerden aan de Universiteit van Salamanca. Hun leer wordt vaak aangeduid als Spaanse laat-scholastiek.
De juridische doctrine van de School van Salamanca betekende het einde van middeleeuwse rechtsbegrippen, met een herbevestiging van vrijheid die in die tijd niet gebruikelijk was in Europa. De natuurlijke rechten van de mens kwamen op de een of andere manier in het middelpunt van de belangstelling te staan, waaronder rechten als recht op leven, economische rechten zoals het recht op eigendom en spirituele rechten (het recht op vrijheid van denken en de menselijke waardigheid).
De School van Salamanca herformuleerde het concept van de natuurwet: wet die voortkomt uit de natuur zelf, waarbij alles wat in de natuurlijke orde bestaat in deze wet deelt. Hun conclusie was dat, aangezien alle mensen dezelfde natuur delen, ze ook dezelfde rechten op leven en vrijheid delen. Dergelijke opvattingen vormden een noviteit in het Europese denken en druisten in tegen de opvattingen die destijds in Spanje en Europa overheersten, namelijk dat de inheemse bevolking van Amerika dergelijke rechten niet had.
Diego de Covarrubias en Luis de Molina ontwikkelden een subjectieve theorie van waarde en prijzen en prijzen, die beweerde dat het nut van een goed van persoon tot persoon verschilde, zodat rechtvaardige prijzen zouden voortvloeien uit wederzijdse beslissingen in de vrije handel, behoudens de verstorende effecten van monopolie, fraude of overheidsingrijpen. Om dit in de huidige termen uit te drukken, verdedigden de aanhangers van de School de vrije markt, waar de eerlijke prijs van een goed zou worden bepaald door vraag en aanbod.

### Verlichting

Graf ontwerp Hugo de Groot (1663)

Hugo de Groot (1583-1645) stelde in zijn beroemde boek Van 't regt des oorlogs en vredes dat er, hypothetisch, ook natuurrecht zou zijn, als God niet zou bestaan. Daarmee brak hij met de heersende katholieke opvatting, waarin het natuurrecht als van God gegeven werd gezien. Volgens hem kon louter met behulp van de menselijke rede een volledig (natuur-) rechtsstelsel opgesteld worden. Sindsdien geldt Hugo de Groot als "vader van het natuurrecht" (pater iuris naturae) en "vader van het volkenrecht". Hugo de Groot formuleerde in dit boek een versie van het non-agressieprincipe, inclusief het recht op zelfverdediging:
— Doch wat aangaat de gezonde Reden, en aart der gezellighied, die wy op de tweede en voornaamste plaatse moeten aanmerken; deeze verbied juist niet allerlei geweld, maar slegts zulk een, dat strijdig is met de menschelijke gemeenschap, os dat het regt van een ander weg neemt: vermits het einde der gemeeenschap is, dat yder het zijne behoude, door onderlinge bystand en overeenstemming. Dit kan men lichtelijk verstaan, dat ook plaats zoude hebben, schoon het eigendom of de de beheerschinge, gelijk wy het nu noemen, noch niet en was ingevoert: want dan zoude het leven, de leden, en de vryheid eens yders eigen wezen, en derhalven niet zonder onregt van een ander konnen aangetast worden: Ja dan zoude het gebruik van de dingen, die voorhanden stonden, en der zelver verbruik, zoo veel de nature begeerde, een Regt zijn des geenen, die ze aanvaardde: welk Regt hem niemand zoude konnen benemen, zonder hem onregt te doen ... 't Strijd derhalven niet tegen den aart der gemeenschap zig zelven te voorzien, als maar het Regt van een ander niet word weg genomen; en overzulks 't is geweld, dat eens anders, regt ongequetst laat, niet onregtveerdig.
In de 17e eeuw begon men ook in te zien dat het Romeins recht niet meer de meest redelijke positivering van het natuurrecht was, omdat het was behept met culturele en historische invloeden. In lijn met het Rationalisme gingen natuurrechtsgeleerden als Samuel von Pufendorf, Christian Thomasius en Christian Wolff in de 18e eeuw louter door middel van rationele deductie volledige wetboeken opstellen. Deze vorm van natuurrecht wordt, vanwege het overwegend Duitse karakter, ook wel Vernunftrecht genoemd.
Een invulling van de notie 'natuurwet' zonder ethische connotatie wordt gehanteerd door Thomas Hobbes (1588-1679), die de natuurwetten bepaalt als de regels die iemand volgt in zijn eigen belang. Dit krijgt vorm in zijn boeken Leviathan en De cive.

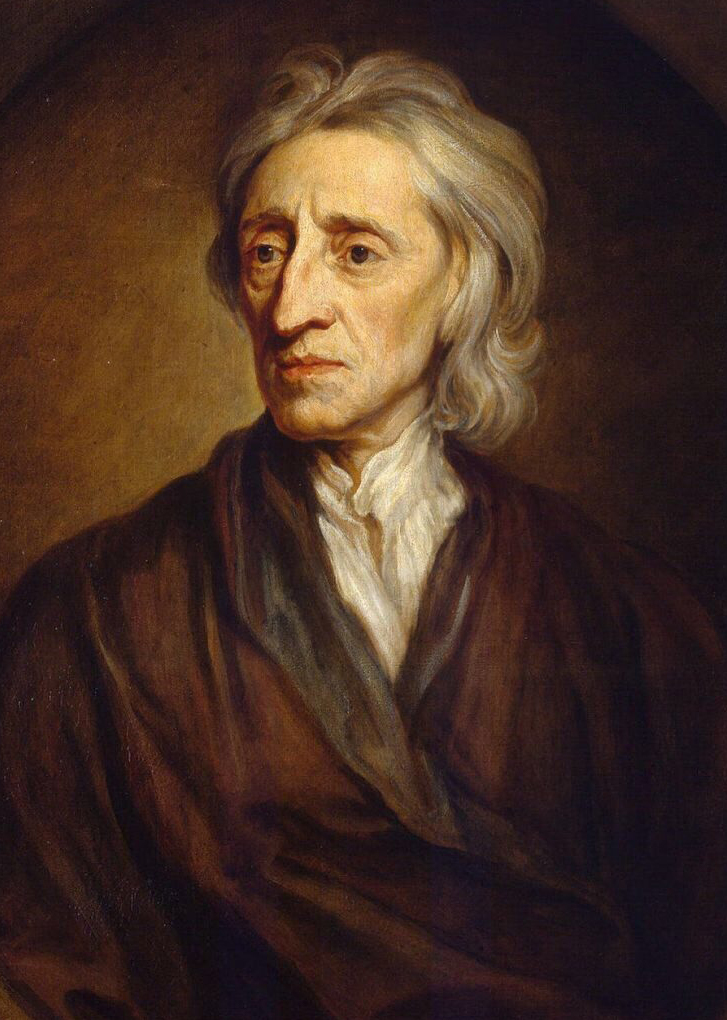
John Locke

John Locke (1632-1704) nam het natuurrecht op in veel van zijn theorieën en filosofie, vooral in Twee verhandelingen van de overheid. In 1689 betoogde Locke hierin dat de politieke samenleving bestond ter bescherming van "eigendom", die hij definieerde als iemands "leven, vrijheidsrecht en vermogen".
Er is veel discussie over de vraag of zijn opvatting van het natuurrecht meer leek op die van Thomas Aquinas of Thomas Hobbes’ radicale herinterpretatie, hoewel het effect van Locke's begrip gewoonlijk wordt uitgedrukt in termen van een herziening van Hobbes op Hobbesiaanse sociaal contract. Locke draaide het recept van Hobbes om en zei dat als de heerser tegen de natuurwet inging en er niet in slaagde 'leven, vrijheid en eigendom' te beschermen, mensen terecht de bestaande staat omver konden werpen en een nieuwe konden creëren. Over de toestemming van de geregeerden zegt Locke het volgende:
— Burgelijke macht kan geen enkel recht hebben, tenzij dit is afgeleid van het individuele recht van elk mens om zichzelf en zijn eigendom te beschermen. De wetgevende en uitvoerende macht die door de overheid wordt gebruikt om eigendommen te beschermen, is niets anders dan de natuurlijke zeggeschap van elke man opgegeven en in de handen gelegd van de gemeenschap.
Terwijl Locke sprak in de taal van het natuurrecht (ofwel de ethische natuurwet), beschermde de inhoud van deze wet over het algemeen de natuurlijke rechten, en het was deze taal die latere liberale denkers de voorkeur gaven. Locke ontleende het concept van fundamentele gelijkheid in rechten, met inbegrip van de gelijkheid van de seksen ("Adam en Eva"), uit Genesis 1, 26-28, het uitgangspunt van de theologische leer van Imago Dei.
Thomas Jefferson deed, in navolging van Locke, een beroep op onvervreemdbare rechten in de Amerikaanse Onafhankelijkheidsverklaring: "We beschouwen deze waarheden als vanzelfsprekend, dat alle mensen gelijk zijn geschapen, dat ze door hun Schepper zijn voorzien van bepaalde onvervreemdbare rechten, dat onder deze zijn leven, vrijheid en het nastreven van geluk."  Het idee van Locke dat regeringen de toestemming van de geregeerden nodig hebben, was ook fundamenteel voor de Onafhankelijkheidsverklaring, aangezien de Amerikaanse revolutionairen het gebruikten als rechtvaardiging voor hun afscheiding van de Britse kroon.

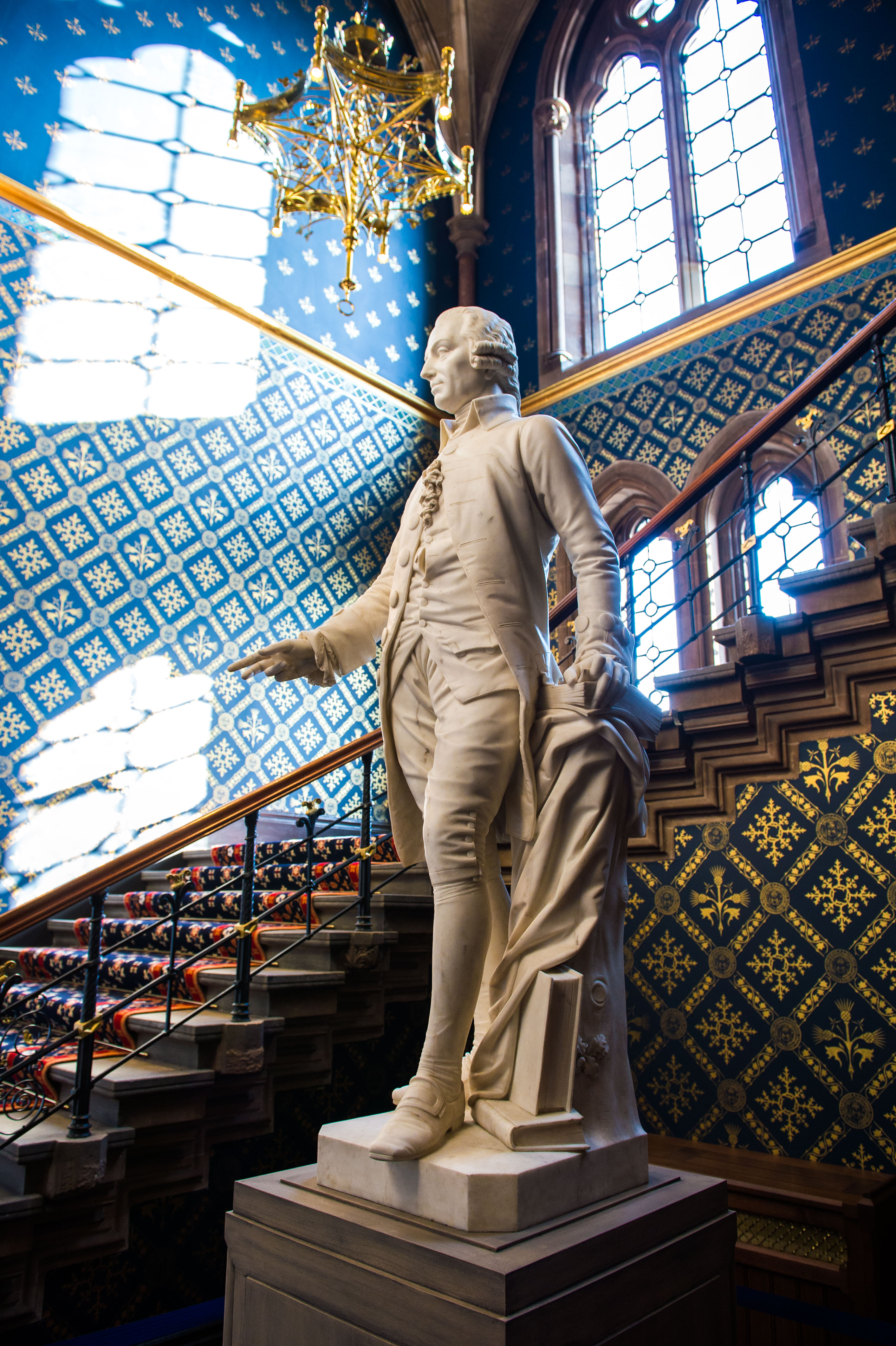
Adam Smith standbeeld.

Adam Smith (1723-1790) was een Schotse moraalfilosoof en een pionier op het gebied van de politieke economie. Hij was van mening dat het nastreven van het eigen individuele belang ook in het grootste maatschappelijk belang zou resulteren. Smith gebruikte de term "de onzichtbare hand" onzichtbare hand):
— ...ieder individu werkt zo nodig om de jaarlijkse inkomsten van de samenleving zo groot mogelijk te maken. Over het algemeen is hij inderdaad niet van plan om het algemeen belang te bevorderen, en hij weet ook niet in hoeverre hij het bevordert.. ..door die industrie zo te leiden dat haar opbrengst van de grootste waarde kan zijn, heeft hij alleen zijn eigen gewin, en hierin, zoals in veel andere gevallen, wordt hij geleid door een 'onzichtbare hand' om een doel te bevorderen dat niet deel van zijn bedoeling. ... Door zijn eigen belang na te streven bevordert hij vaak dat van de samenleving effectiever dan wanneer hij werkelijk van plan is het te bevorderen. Ik heb nooit veel goeds gezien van degenen die worden beïnvloed om te handelen voor het algemeen belang. Het is inderdaad een aanstellerij, die onder kooplieden niet veel voorkomt, en er zijn maar heel weinig woorden nodig om hen ervan af te brengen.
Zelfingenomen concurrentie op de vrije markt, zo betoogde hij, zou de samenleving als geheel ten goede komen door de prijzen laag te houden, terwijl er toch een prikkel wordt ingebouwd voor een grote verscheidenheid aan goederen en diensten. Niettemin was hij op zijn hoede voor zakenlieden en waarschuwde hij voor hun "samenzwering tegen het publiek of in een ander trucje om de prijzen te verhogen". Adam Smith beschreef mercantilisme als strikte controles op de economie. Smith zag het handelssysteem als een enorme samenzwering van fabrikanten en handelaren tegen consumenten. Keer op keer waarschuwde Smith voor het heimelijke karakter van zakelijke belangen, die kliekjes of monopolies kunnen vormen, waarbij de hoogste prijs wordt vastgesteld "die uit de kopers kan worden geperst". Smith waarschuwde ook dat een door het bedrijfsleven gedomineerd politiek systeem een samenzwering van bedrijven en industrie tegen consumenten mogelijk zou maken, waarbij het eerste plan de politiek en wetgeving zou beïnvloeden. Smith stelt dat het belang van fabrikanten en handelaren "in een bepaalde tak van handel of fabricage, altijd in sommige opzichten verschilt van, en zelfs tegengesteld is aan, die van het publiek... Smith's bezorgdheid lijkt te zijn wanneer bedrijven speciale bescherming of privileges krijgen van de overheid; daarentegen geloofde hij, bij gebrek aan dergelijke speciale politieke gunsten, dat zakelijke activiteiten over het algemeen gunstig waren voor de hele samenleving.

### Amerikaans revolutie, Franse revolutie en het klassiek liberalisme

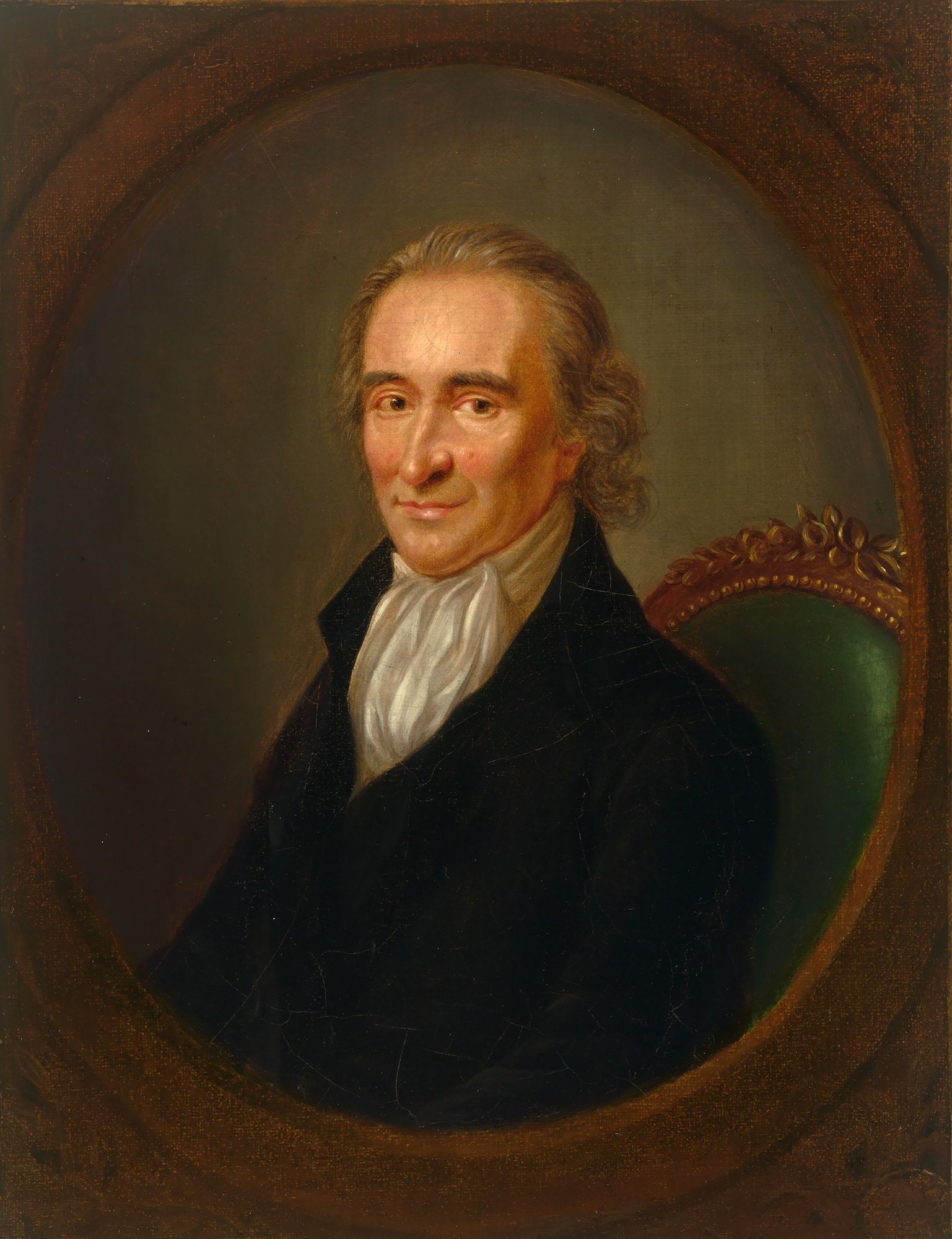
Thomas Paine

Thomas Paine  (1731-1809) ging verder in op natuurlijke rechten in zijn invloedrijke werk Rights of Man (1791) en benadrukte, het concept van onvervreemdbaarheid, dat rechten door geen enkel handvest kunnen worden verleend, omdat dit wettelijk zou betekenen dat ze ook kunnen worden ingetrokken en onder dergelijke omstandigheden, ze zouden worden teruggebracht tot privileges:
— Het is een verdraaiing van termen om te zeggen dat een handvest rechten geeft. Het werkt met een averechts effect: het ontnemen van rechten. Rechten zijn inherent aan alle inwoners; maar handvesten, door deze rechten nietig te verklaren, laten in de meerderheid het recht, door uitsluiting, in de handen van enkelen vallen. … Zij... zijn bijgevolg instrumenten van onrecht.

Het moet daarom een feit zijn dat de individuen zelf, elk met zijn eigen persoonlijke en soevereine recht, een pact met elkaar zijn aangegaan om een regering te vormen: en dit is de enige manier waarop regeringen het recht hebben om te ontstaan, en het enige principe waarop ze bestaansrecht hebben.

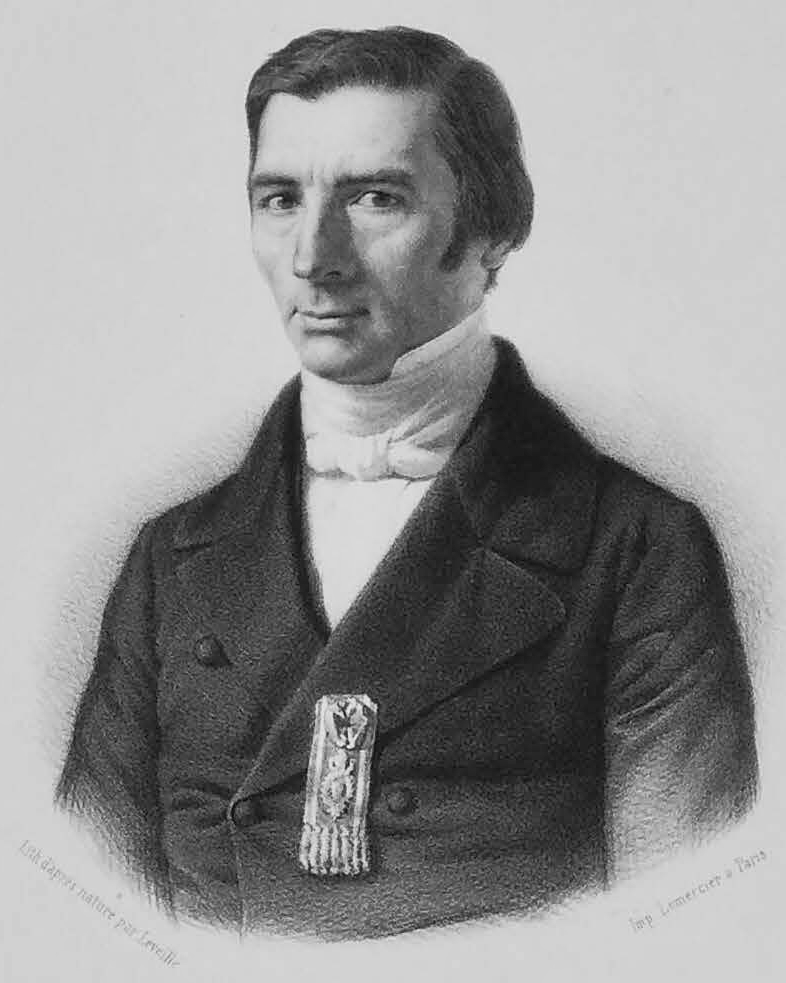
Frédéric Bastiat

Frédéric Bastiat (1801-1850) was pleitbezorger van de klassieke economie en de vije markt economie van Adam Smith en beïnvloedden ze de Oostenrijkse School.  Hij is vooral bekend om zijn boek "De Wet", waarin hij betoogde dat de wet rechten zoals privé-eigendom moet beschermen en niet het eigendom van anderen moet 'plunderen'.
Het beroemdste werk van Bastiat is De wet, oorspronkelijk gepubliceerd als een pamflet in 1850. Het definieert een rechtvaardig systeem van wetten en laat vervolgens zien hoe een dergelijke wet een vrije samenleving faciliteert. In The Law schreef Bastiat dat iedereen het recht heeft om "zijn persoon, zijn vrijheid en zijn eigendom" te beschermen. De staat zou slechts een "vervanging van een gemeenschappelijke kracht voor individuele krachten" moeten zijn om dit recht te verdedigen.
— Het socialisme verwart, net als de oude ideeën waaruit het voortkomt, het onderscheid tussen overheid en samenleving. Als gevolg hiervan concluderen de socialisten elke keer dat we bezwaar maken tegen iets dat door de regering wordt gedaan, dat we er bezwaar tegen hebben. Wij keuren staatsonderwijs af. Dan zeggen de socialisten dat wij tegen elke opvoeding zijn. Wij maken bezwaar tegen een staatsgodsdienst. Dan zeggen de socialisten dat we helemaal geen religie willen. Wij maken bezwaar tegen een door de staat afgedwongen gelijkheid. Dan zeggen ze dat we tegen gelijkheid zijn. En ga zo maar door, enzovoort. Het is alsof de socialisten ons ervan beschuldigen dat we niet willen dat mensen eten omdat we niet willen dat de staat graan verbouwt. Ik betwist niet hun recht om sociale combinaties te bedenken, er reclame voor te maken, ze te bepleiten en ze op eigen kosten en op eigen risico uit te proberen. Maar ik betwist wel hun recht om ons deze plannen bij wet - met geweld - op te leggen en ons te dwingen ervoor te betalen met onze belastingen.

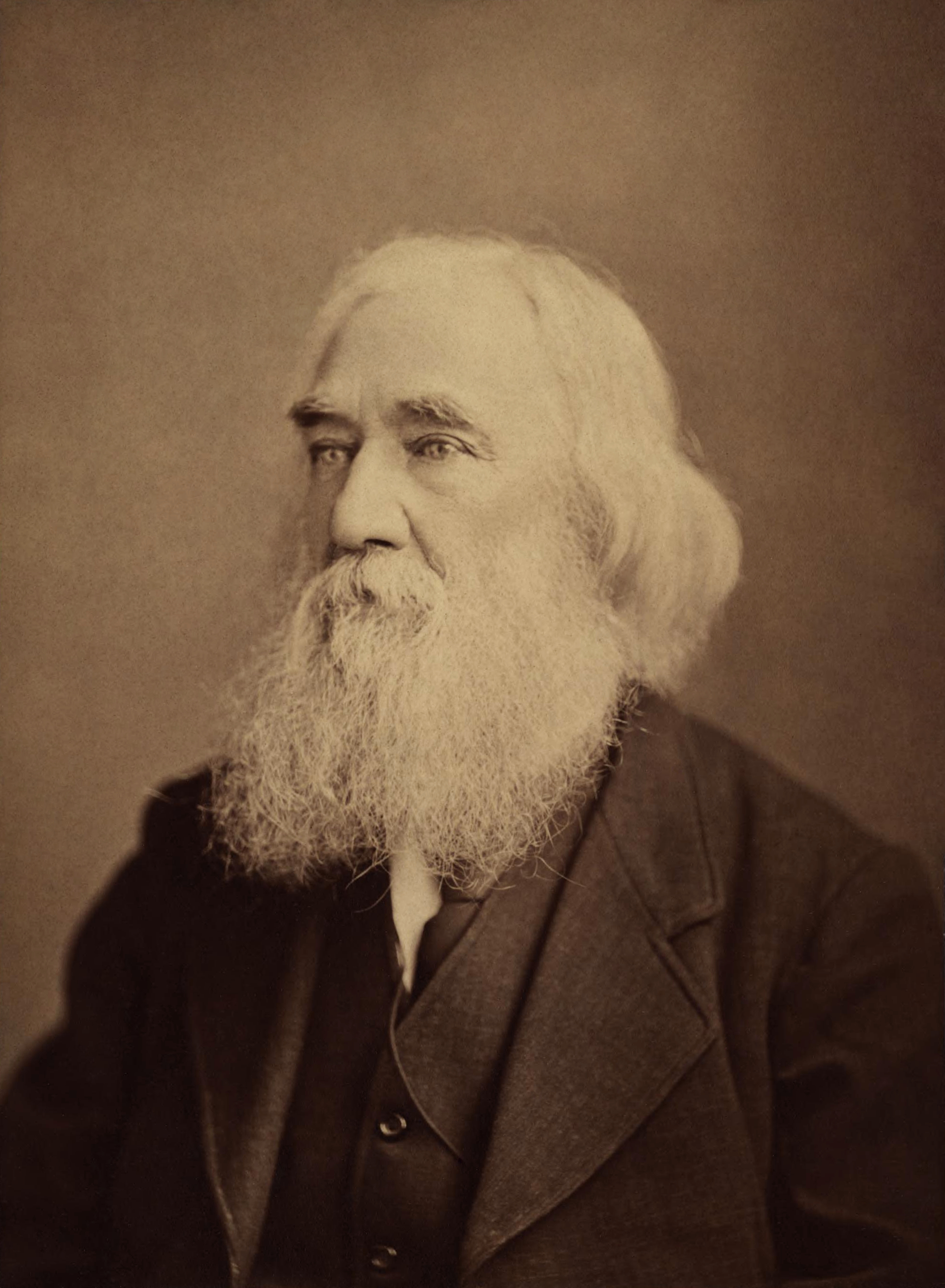
Lysander Spooner

Lysander Spooner's (1808-1887) geschriften omvatten het anti-slavernijboek ‘The Unconstitutionality of Slavery’ en ‘No Treason: The Constitution of No Authority’, dat juridische aanklachten tegen secessionisten bestreed. Voor Spooner was het een schending van het natuurlijke recht op contractvrijheid, om met overheidsdwang te voorkomen dat een persoon zaken zou doen met een persoon zonder een professionele licentie. Spooner pleitte voor de natuurlijke rechten, of wat hij de wetenschap van rechtvaardigheid noemde, waarin dwingende handelingen tegen individuen en hun eigendom, inclusief belastingheffing, als crimineel werden beschouwd omdat ze immoreel waren, terwijl de zogenaamde criminele handelingen die alleen de willekeurig door-mens-gemaakte legislatieve wetgeving schond was niet per se crimineel. Spooner was een pleitbezorger voor absolute eigendomsrechten op basis van Lockeaanse principes van initiële acquisitie. Hij schreef:
— Het eigendomsrecht is daarom een recht van absolute heerschappij over een goed, of de eigenaar het nu in zijn eigen feitelijke bezit en gebruik wil houden of niet. Het is een recht om anderen te verbieden het te gebruiken, zonder zijn toestemming. Als dat niet zo was, zouden mensen die goederen, die ze zelf niet willen houden of gebruiken, nooit kunnen verkopen, verhuren of weggeven; maar hun eigendomsrecht op hen zouden verliezen - dat wil zeggen hun recht van heerschappij over hen - op het moment dat zij hun persoonlijk bezit en gebruik ervan opschorten.

### Objectivisme, Oosternrijkse school en het libertarisme

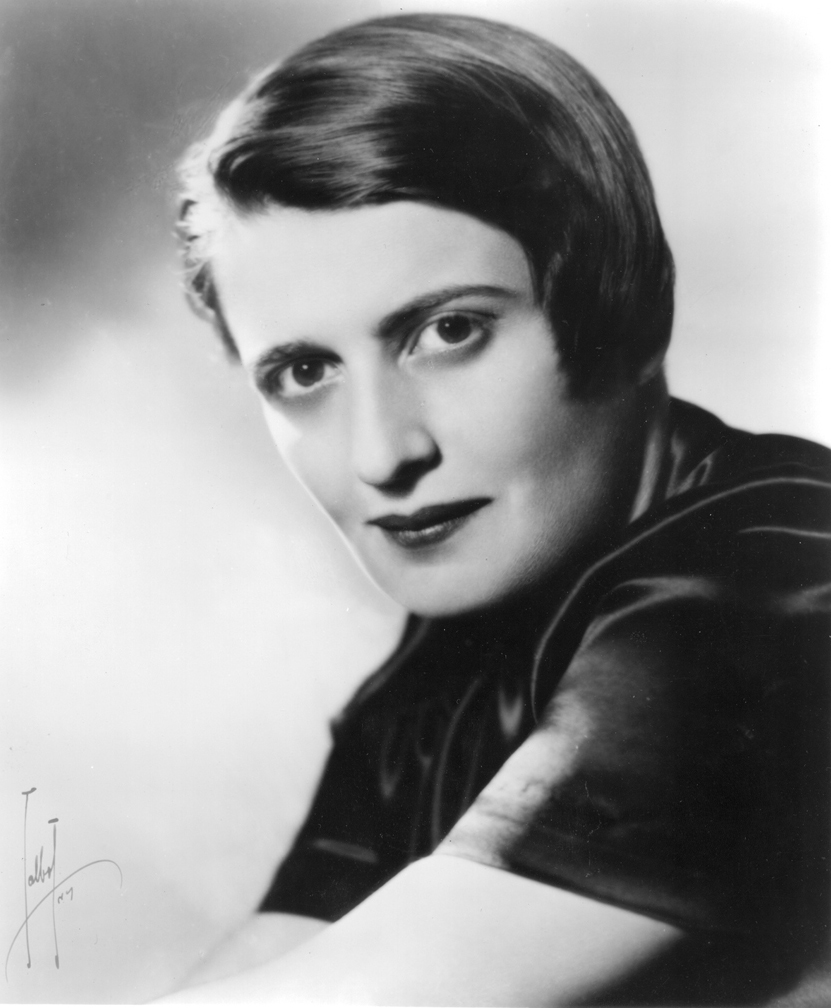
Ayn Rand

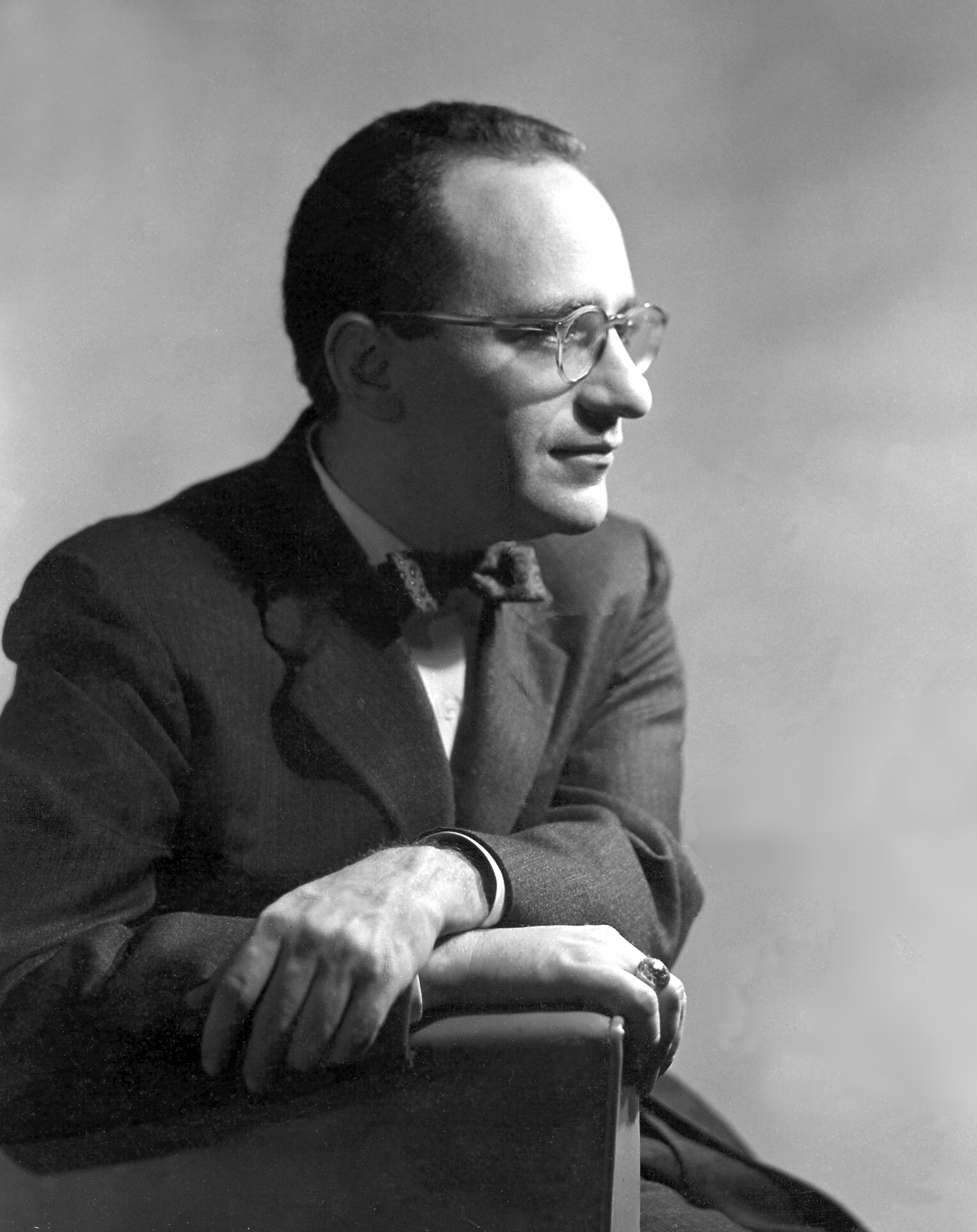
Murray Rothbard

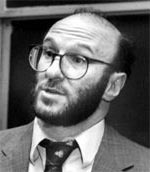
Walter Block

#### Negatieve en positieve rechten en plichten
Het recht van persoon A om persoon B te verplichten (d.w.z. een verplichting in stand te houden, met geweld te handhaven en vrij te stellen door toestemming) om zich te onthouden van interferentie (inmenging) ofwel fysiek voortgeplante veroorzaking met, en in het bijzonder (zuiver) interfererende onrechtmatige daden door nalatigheid m.b.t., een object of ding wordt een negatief recht  genoemd. Een negatief recht is dus een 'claimrecht' of 'voderingsrecht'. Als een claimrecht geen negatief recht is, wordt het een positief recht genoemd. Bij elke claim komt het recht van persoon A om persoon B te verplichten overeen met een verplichting op B. Zo wordt verder gedefinieerd dat de verplichting die overeenkomt met een negatief recht een 'negatieve verplichting' wordt genoemd en een verplichting die overeenkomt met een positief recht een 'positieve verplichting' genoemd wordt. Voorbeelden van negatieve rechten zijn natuurlijke recht op zelfeigenaarschap en eigendom zoals perceel en territoriale eigenaarschap van de staat. Een voorbeeld van een positief recht is het recht van de overheid om de wet op alle inwoners op te leggen en te handhaven, al wordt dit handhavingsrecht nooit gedelegeerd, of een verkoopovereenkomt voor een product. Merk op dat kwaadsprekerij, concurrentie op de vrije markt of weigering om een dienst te leveren geen vormen van schade zijn die noodzakelijke veroorzaking hebben in een daad van pure interferentie. Verboden op deze handelingen zijn positieve verplichtingen en het recht op onaantastbaarheid van deze handelingen zijn positieve rechten.
In de naïeve definitie zijn negatieve en positieve rechten, rechten die nalaten (negatieve rechten) of handelen (positieve rechten) verplichten. Deze definitie maakt beide soorten rechten equivalent, omdat het weglaten van handeling X, ofwel de verzameling van alle handelingen is die niet door X omvat is, ook een handeling is. Merk op dat de naïeve definitie van inactiviteit of niet handelen, namelijk het weglaten van elk handelen, onmogelijk is, maar noninterferentie is wel mogelijk. 
Negatieve rechten kunnen Burgerrechten omvatten zoals vrijheid van meningsuiting, recht op leven, godsdienstvrijheid, voor zover deze volgen uit het eigendomsrecht. Recht op vergelding en herstelling tegen gewelddadige misdaad en fraude volgt uit het recht van zelfverdediging, wat het gevolg is van het geheel of gedeeltelijk verdwijnen van het negatieve recht van eigendom en zelfeigenaarschap wegens het ontbreken van morele capaciteit van de misdadiger. Het recht om niet tot roerende slaaf (menselijk eigendom) te worden gemaakt volgt uit het recht op zelfeigenaarschap wat een negatief recht is, en het recht om niet tot gehoorzaamheidsslaaf te worden gemaakt volgt uit zelfsoevereiniteit ofwel de werverping van positieve rechten zonder toestemming van de tegenpartij. 
Positieve rechten tegen de overheid vinden we als burgerlijke vrijheidsrechten.

### Nieuwe tijd
Toen de natuurrechtelijk opgestelde wetboeken eenmaal van overheidswege exclusieve gelding kregen (codificatie), hadden alleen de daarin opgenomen regels kracht van wet en was er formeel geen plaats meer voor een aanvullende werking van het natuurrecht of het Romeinse recht.
Als gevolg van nationalisme, historicisme, existentialisme en positivisme zag men in de 19e eeuw niets meer in universele normen, zoals die van het natuurrecht. Wetten zouden bepaald (moeten) worden door de verschillende omstandigheden van plaats en tijd. Het rechtspositivisme stelde dat recht en moraal gescheiden dienden te zijn en het geldende positieve recht niet op rechtvaardigheid getoetst diende te worden.
Dit rechtspositivisme lag mede ten grondslag aan de blinde volgzaamheid (Gesetz ist Gesetz) die onder het naziregime tot zoveel gruwelen heeft geleid. Dit was bijvoorbeeld voor de Duitse rechtsfilosoof Gustav Radbruch (1878-1949) reden om van zijn oorspronkelijke rechtspositivistische opvatting over te gaan op een natuurrecht dat op culturele waarden gebaseerd is.
Algemeen is men na de Tweede Wereldoorlog teruggekomen van een al te strikte scheiding tussen recht en moraal en zijn o.a. de universele mensenrechten geformuleerd. Net als het vroegere natuurrecht worden ook deze mensenrechten gezien als hogere normen die overal en altijd (dienen te) gelden.
Daarnaast is er ook een moderne natuurrechtstroming, die met name vertegenwoordigd wordt door de rechtsfilosoof John Finnis (geb. 1940). In Nederland werd deze stroming vertegenwoordigd door W. Luijpen en D.H.M. Meuwissen. Tegenwoordig staat Andreas Kinneging in de traditie van het klassieke natuurrecht.
Paul Cliteur stelt in zijn proefschrift Natuurrecht, cultuurrecht en conservatisme (1989) dat de Oostenrijkse rechtspositivist Hans Kelsen (1881-1973) het natuurrecht te ideaaltypisch voorstelt en het daarom op oneigenlijke gronden verwerpt. Zelf pleit hij voor cultuurrecht, dat zijn gelding niet, zoals het natuurrecht, ontleent aan de natuur, maar aan een bepaalde (rechts)cultuur. Zulk cultuurrecht zou dan bestaan uit de rechtsbeginselen zoals die geleidelijk en historisch gegroeid zijn.